# Eddy Barrows
Pour les articles homonymes, voir Barrows.
Eduardo Barros est un  artiste de bande dessinée brésilien, mieux connu par son nom de plume, Eddy Barrows. Il est surtout connu pour son travail chez DC Comics sur des titres tels que Birds of Prey, Countdown to Adventure, Action Comics, Superman, Teen Titans et 52.

## Enfance et études
Eddy Barrows est né à Belém do Pará, au Brésil. Lui et ses parents ont déménagé à Belo Horizonte, Minas Gerais, quand il était âgé de 2 ans. Au cours de son enfance, sa mère lui a ramené à la maison une bande dessinée brésilienne, Turma da Mônica – de Mauricio de Sousa – et des œuvres de la Walt Disney Company. Elle les lui a lu et Barrows a dit qu'il est tombé amoureux des comics immédiatement. Il lit encore Turma da Mônica à ce jour. Chico Bento reste son personnage préféré. À partir de là, il a finalement commencé à dessiner. Bien que n'ayant jamais été dans une école spécialisée dans l'art, Eddy Barrows a étudié l'animation pendant deux à trois ans avant de devenir un artiste.

## Carrière
À 22 ans, il commença à travailler en faisant quelques illustrations pour des livres scolaires, des livres pour enfants et pour des agences de publicité. Durant ce temps, il a abandonné la bande dessinée. À 24 ans, il revient à celle-ci et passe des tests pour Art & Comics Studios. Après les avoir réussi, il commença une formation de 6 mois. Peu de temps après, sa carrière dans la bande dessinée s'accéléra. Son premier travail a été une bande dessinée dérivée pour la World Wrestling Federation sur Stone Cold Steve Austin chez Chaos! Comics. Après six numéros de la série, Barrows sentait qu'il avait besoin de "plus de pratique". Il prit une pause de la bande dessinée et décida de revenir quand il se sentirait prêt.
Il revient à la bande dessinée en 2003 et travaille sur G. I. Joe pour IDW Publishing. Barrows a décrit l'expérience comme « incroyable », se sentant enfin prêt et bon sur les pages qu'il a envoyé à ses scénaristes. Il est devenu l'artiste officiel de la série jusqu'en avril 2004, lorsqu'il quitta à nouveau la bande dessinée pour passer plus de temps à l'Estado de Minas, un journal local. Dans le milieu de l'année 2004, Joe Prado appela Eddy Barrows pour lui demander s'il souhaitait revenir chez Art & Comics Studios, ce qu'il accepta.
Après avoir illustré une bande dessinée pour Avatar Press, il a présenté trois pages tests à DC Comics, après quoi ils l'ont embauché pour travailler sur Bloodhound. Par la suite, Barrows a contribué à Batman: Secret Files Villains 2005 et à trois numéros de Birds of Prey. À partir de là, il est devenu un artiste sur la série hebdomadaire 52, puis il a fait équipe avec la scénariste  Gail Simone sur The All-New Atom. Après la sortie de Atom, le rédacteur en chef Eddie Berganza lui propose Countdown To Adventure.
Barrows a réaliser les dessins du titre Teen Titans sur plus d'une année avec l'écrivain Sean McKeever. Il a également fait équipe avec le scénariste Greg Rucka pour un run sur le titre Action Comics. En 2010, Barrows est devenu l'un des principaux artistes des titres de la famille Superman, collaborant avec l'écrivain James Robinson sur les mini-séries Man of Steel dérivées de la série Blackest Night, illustrant l'histoire principale du numéro 0 en Free Comic Book Day de War of the Supermen, et fournissant les couvertures de cette série principale.
Barrows a commencé son run en tant qu'artiste sur le titre principal de Superman de DC, avec l'écrivain J. Michael Straczynski, débutant avec l'arc narratif "Grounded" avec une entrée de dix pages dans le numéro 700 (août 2010).
En 2011, à la suite de la relance éditoriale de DC Comics, The New 52, Eddy Barrows réalise les dessins de la nouvelle série Nightwing.

## Œuvres

### DC Comics
- 52 n°8, 12, 18, 22, 44, 49, 52 (2006-07)
- Action Comics (Nightwing et Flamebird) n°875-876 (2009)
- Atome vol. 2 n°4 à 6, 9-11 (2006-07)
- Batman Villains Secret Files and Origins n°1 (2005)
- Birds of Prey n°85, 87-88 (avec Joe Bennett) (2006)
- Détective Comics n°934-935, 939-940, 944, 946, 950, 965-966 (2016-17)
- Blackest Night:
  - JSA, mini-série, n°1-3 (parmi d'autres artistes) (2010)
  - Superman, mini-série, n°1-3 (2009)
  - Contes du Corps, mini-série en 3 numéros, n°2 (2009)
- Checkmate Vol. 2, n°14 (avec Joe Bennett) (2007)
- Countdown to Adventure (Adam Strange, Animal Man, Starfire), mini-série, n°1-3 (2007-2008)
- Firestorm Vol. 3, n°21 (avec Jamal Igle), n°22 (2006)
- Green Lantern Vol. 4, n°41-42 (avec Philip Tan) (2009)
- La Ligue de Justice d'Amérique Vol. 4, n°34 (avec Ardian Syaf) (2009)
- Nightwing Vol. 3, n°0-3, 5-10, 15-16 (2011-13)
- Suicide Squad vol. 4, n°11-15 (histoires secondaires, 2016-2017)
- Superman Vol. 1, n°700-701, 705, 709 (2010-11)
- Superman Vol. 3, n°23-24 (2013)
- Superman 80-Page Giant (histoire de Superboy, 2011)
- Superman: War of the Supermen, mini-série, n°0 (2010)
- Teen Titans Vol. 3, n°53-54, 56-57, 59-60, 62-63, 65-66, 68 (2008-2009)
- Teen Titans Vol. 4, n°17-22 (2013)
- Martian Manhunter Vol. 4, n°1-6 (2015)